# Leonid Mikhelson
Leonid Viktorovitch Mikhelson (en russe : Леонид Викторович Михельсон), né le 11 août 1955, est un homme d’affaires et milliardaire russe, PDG, président et principal actionnaire de la société gazière russe Novatek.
Selon Forbes, sa fortune personnelle était estimée à 23,6 milliards de dollars US en 2019.

## Biographie
Mikhelson commence sa carrière d’ingénieur après avoir obtenu un diplôme en génie civil industriel de l’Institut de génie civil de Samara en 1977.
Il commence à travailler comme contremaître dans une entreprise de construction et d'assemblage dans la région de Tyumen en Sibérie. Il débute sur le gazoduc Urengoi-Chelyabinsk. En 1985, il est  nommé ingénieur en chef du Ryazantruboprovodstroy. En 1987, il devient directeur général de la Kuibishevtruboprovodstroy. En 1991, Kuibishevtruboprovodstroy est l'une des premières entreprises à être privatisée après la dissolution de l'Union soviétique.
Mikhelson continue à être directeur général de la société jusqu'en octobre 1994. Il devient ensuite directeur général de la holding Novafinivest, qui deviendra NOVATEK. De 2008 à 2010, Mikhelson est président du conseil d’administration d’OAO Stroytransgas et de OOO Art Finance. Il occupe actuellement le poste de président du conseil d'administration de ZAO SIBUR et fait partie du conseil de surveillance de la Banque de développement régional russe OAO.
Sibur est une société de traitement du gaz et de la pétrochimie qui exploite 26 sites de production en Russie, dont le siège est à Moscou. Mikhelson détient une participation de 57,5% dans Sibur. Il détient également une participation de 25% dans Novatek.
Son nom est cité en novembre 2017, dans les révélations des Paradise Papers. Il a deux filles

## Mécénat
Mikhelson a un intérêt marqué pour l'art, plus particulièrement pour l'art russe et l'art contemporain. Il a également créé sa propre fondation, la Fondation VAC , qui promeut l'art russe contemporain, et entretient des liens internationaux avec le New Museum de New York, les musées de la Tate au Royaume-Uni et la galerie Whitechapel de Londres. En mai 2017, la fondation ouvre un espace d'exposition à Venise et des travaux sont en cours pour développer le premier centre d'art majeur VAC à Moscou, situé dans une ancienne centrale électrique sur les rives de la Moskva. Conçu par Renzo Piano Building Workshop, ce nouveau centre des arts et de la culture contemporains à Moscou devrait ouvrir ses portes en 2020,.

## Partenariats notables
Mikhelson collabore souvent avec le milliardaire russe Guennadi Timtchenko dans le cadre de projets d’affaires et d’investissement. Ils sont partenaires et actionnaires majoritaires de Novatek et de Sibur. En 2013, Mikhelson et Timtchenko ont vendu 12 % de Sibur à des partenaires de gestion. Ils apparaissent sur la liste Forbes des milliardaires. En 2012, Mikhelson est listé comme le deuxième homme d'affaires russe le plus riche ,. Mikhelson et Novatek sont les principaux sponsors de la fédération de Russie de football.

## Distinctions
Mikhelson a reçu l'ordre de l'insigne d'honneur de la fédération de Russie,.

## Vie privée
Mikhelson est marié, père de deux enfants et vit à Moscou. Sa fille est née en 1992, son fils en 2015[réf. souhaitée].
Sa fille Victoria a étudié l'histoire de l'art à l'Université de New York et au Courtauld Institute de Londres. Sa fondation Victoria VAC, Art of Being Contemporary, porte son nom.
Il possède un megayacht nommé Pacific X (ex-Pacific), long de plus de 85 mètres — d'une valeur de 150 millions de dollars — et a commandé aux chantiers Lürssen le projet Ali Baba de 142 mètres, achevé en 2024, mais n'a pu en prendre livraison, 
faisant l'objet de sanctions en tant qu'oligarque proche du pouvoir après l'invasion de l'Ukraine par la Russie. Il a finalement cédé le navire à Sergey Brin qui l'a rebaptisé Dragonfly, du nom de son premier yacht — deux fois moins long — revendu à une relation d'affaires et rebaptisé Capricorn.
En Février 2022, d’après le magazine Forbes, sa fortune est estimée à 24,8 milliards de dollars.
Dans la liste russe Forbes publiée en avril 2023, Leonid Mikhelson a été classé comme 4ème l'homme le plus riche de Russie avec une fortune estimée à 25,2 milliards de dollars.